# イン・ユーテロ
『イン・ユーテロ』（In Utero）は、1993年に発売されたニルヴァーナのスタジオ・アルバム。
表題は「子宮内」を意味する。

## 経緯
3rd（メジャー2nd）アルバム。前作『ネヴァーマインド』の大成功を受け、バンドの意向によりアンダーグラウンドへの回帰をテーマに作られた。プロデューサーにはスティーヴ・アルビニを起用、楽曲も『ネヴァーマインド』のメジャー志向からより暗く、カートの内面に切り込んだ内容となった。レコーディングにかかった費用は24000ドル。要した期間はたったの1週間という短期間であった。アルビニはこの作品のプロデュース料について、自身の信条を理由に、通常の慣例となっている印税として報酬を受け取ることを断っている。
また、発売直前になってバンドがアルビニのミックスにリミックスを施した事により「レコード会社からの圧力」が囁かれたり、「レイプ・ミー」と裏表紙のグロテスクさを理由にウォルマートとKマートから取り扱いを拒否されるなど、図らずもあらゆる面で「問題作」になってしまったアルバムである。
「ハート・シェイプト・ボックス」「オール・アポロジーズ」の2曲はメンバーの意向によりスコット･リットがミックスを担当している。
アメリカでは量販店向けに「レイプ・ミー」を「ウェイフ・ミー」に表記を変更し、バック･カバーのデザインを中央部を拡大した検閲バージョンが発売された。同時に収録曲の「ペニーロイヤル・ティー」は、スコット･リットによるシングル・ミックスに差し替えられている。

## 影響と評価
前作『ネヴァーマインド』の成功で一躍トップバンドの仲間入りを果たしたバンドが、アンダーグラウンドへの回帰を掲げた意欲作である。特に、カートの意向が強く反映されており、サウンドはより暗くなった世界観を受けて、ヘヴィで低音を重視したものになった。カートは、この変化について、プログレッシブ・ロック・バンドであるキング・クリムゾンのアルバム『レッド』などからの影響を挙げている。サウンド・デザインに関しては、「インディーの鬼才」と呼ばれたアルビニの貢献が大きい。発売当初は、前作と同路線を期待するリスナーからの拒否反応もあったが、リスナーの期待を良くも悪くも裏切り、セールス的には前作ほどは振るわなかったアルバム自体に対して、アルビニの名声は一気に高まった。しかしながら結果的に、ニルヴァーナの最後のスタジオ・アルバムとなった。
『ローリング・ストーン誌が選ぶオールタイム・ベストアルバム500』において、173位にランクイン。

## 収録曲
- 特に断りがない場合、クレジットはCobain

1. サーヴ・ザ・サーヴァンツ "Serve the Servants" - 3:34
2. セントレス・アプレンティス "Scentless Apprentice" (Cobain/Grohl/Novoselic) - 3:47
3. ハート・シェイプト・ボックス "Heart-Shaped Box" - 4:39 
先行シングル。タイトルの由来は、カートの妻であるコートニー・ラブがカートにプレゼントしたハート型の箱からきている。原題は「Heart-Shaped Coffin（ハート型の棺）」であった。
4. レイプ・ミー "Rape Me" - 2:49
5. フランシス・ファーマー・ウィル・ハヴ・ハー・リヴェンジ・オン・シアトル "Frances Farmer Will Have Her Revenge on Seattle" - 4:07
6. ダム "Dumb" - 2:29
7. ヴェリー・エイプ "Very Ape" - 1:55
8. ミルク・イット "Milk It" - 3:52
9. ペニーロイヤル・ティー "Pennyroyal Tea" - 3:36 
1990年に作成された曲。この曲のメロディーは30秒で出来上がったとされる[5]。シングルカットされているが、シングル版ではカップリングとして「I Hate Myself and Want to Die」が収録されており、そのタイトルが自殺を示唆するため、カートの死後、シングルの回収騒ぎがあった。なお、「ペニーロイヤル（メグサハッカ ）」とは堕胎の効能を有するとの俗説を持つハーブである。
10. ラジオ・フレンドリー・ユニット・シフター "Radio Friendly Unit Shifter" - 4:49
11. トーレッツ "tourette's" - 1:33
12. オール・アポロジーズ "All Apologies" - 3:50
1990年頃に作られた曲。初期のバージョンでは、クリスはセカンドギター、デイブはタンバリンを演奏しており、アコスティック色の強い曲であった。1993年に「レイプ・ミー」との両A面シングルとして発売されている。シングルのジャケットにはタツノオトシゴのような生物が映っているが、これはカートの意向によるものである。
13. ギャロンズ・オブ・ラビング・アルコール・フロー・スルー・ザ・ストリップ "Gallons of Rubbing Alcohol Flow Through the Strip" (Cobain/Grohl/Novoselic) - 27:45（北米を除くインターナショナル盤のみのボーナス・トラック）

## カバー
ジャズ・ミュージシャンのハービー・ハンコックは、1996年のアルバム『ザ・ニュー・スタンダード』で「All Apologies」をカバーした。

## チャート
| チャート (1993年)                    | 最高位 |
| ------------------------------------ | ------ |
| オーストラリア (ARIA)                | 2      |
| Australian Alternative Albums (ARIA) | 1      |
| オーストリア (Ö3 Austria)            | 8      |
| ベルギー (IFPI Belgium)              | 4      |
| ブエノス・アイレス (UPI)             | 6      |
| カナダ (The Record)                  | 2      |
| カナダ (RPM)                         | 3      |
| デンマーク (Hitlisten)               | 5      |
| オランダ (MegaCharts)                | 4      |
| ヨーロッパ (Music & Media)           | 2      |
| フランス (SNEP)                      | 2      |
| ドイツ (Offizielle Top 100)          | 14     |
| ハンガリー (MAHASZ)                  | 40     |
| アイスランド (DV)                    | 2      |
| アイルランド (IFPI Ireland)          | 2      |
| イタリア (Musica e dischi)           | 14     |
| ニュージーランド (RMNZ)              | 3      |
| ノルウェー (VG-lista)                | 7      |
| ポルトガル (AFP)                     | 3      |
| スペイン (Spanish Albums Chart)      | 13     |
| スウェーデン (Sverigetopplistan)     | 1      |
| スイス (Schweizer Hitparade)         | 16     |
| UK ネットワーク・アルバムズ (MRIB)   | 1      |
| UK アルバムズ (OCC)                  | 1      |
| US Billboard 200                     | 1      |

| チャート (1995年)            | 最高位 |
| ---------------------------- | ------ |
| ベルギー (Ultratop Wallonia) | 47     |

| チャート (2021–2022年) | 最高位 |
| ---------------------- | ------ |
| ギリシャ (Billboard)   | 1      |
| ポーランド (ZPAV)      | 26     |

| チャート (2013–2014年)                                            | 最高位 |
| ----------------------------------------------------------------- | ------ |
| オーストラリア (ARIA)                                             | 22     |
| ベルギー (Ultratop Wallonia)                                      | 21     |
| ベルギー (Ultratop Flanders)                                      | 27     |
| ギリシャ (Billboard) スーパー・デラックス・エディション           | 8      |
| イタリア (FIMI)                                                   | 30     |
| 日本 (オリコン) スーパー・デラックス・エディション                | 40     |
| ポルトガル (AFP)                                                  | 8      |
| スコットランド (OCC)                                              | 28     |
| スペイン (PROMUSICAE)                                             | 51     |
| US Billboard 200 デラックス・エディション                         | 46     |
| US Billboard 200 スーパー・デラックス・エディション               | 112    |
| US Top Catalog Albums (Billboard)                                 | 1      |
| US Top Rock Albums (Billboard) スーパー・デラックス・エディション | 36     |

| チャート (1993年)          | 順位 |
| -------------------------- | ---- |
| カナダ (RPM)               | 22   |
| ヨーロッパ (Music & Media) | 49   |
| フランス (SNEP)            | 16   |
| ニュージーランド (RMNZ)    | 38   |
| イギリス (OCC)             | 66   |
| 全米 ビルボード200         | 74   |

| チャート (1994年)                        | 順位 |
| ---------------------------------------- | ---- |
| オーストラリア (ARIA)                    | 99   |
| カナダ (RPM)                             | 58   |
| オランダ (MegaCharts)                    | 93   |
| フランス (SNEP)                          | 25   |
| イギリス (OCC)                           | 140  |
| 全米 キャッシュボックス ポップ・アルバム | 32   |
| 全米 ビルボード200                       | 33   |

| チャート (2002年)                                   | 順位 |
| --------------------------------------------------- | ---- |
| カナダ アルタナティヴ・アルバム (Nielsen SoundScan) | 163  |
| カナダ メタル・アルバム (Nielsen SoundScan)         | 82   |

| チャート (2018年)              | 順位 |
| ------------------------------ | ---- |
| オーストラリア レコード (ARIA) | 49   |

| チャート (2019年)              | 順位 |
| ------------------------------ | ---- |
| オーストラリア レコード (ARIA) | 99   |

| チャート (2010-2019年)  | 順位 |
| ----------------------- | ---- |
| イギリス レコード (OCC) | 77   |